# Tamilla Abassova
Tamilla Abassova est une cycliste soviétique, puis russe née le 19 décembre 1982 à Moscou en Russie.

## Biographie
Elle a obtenu une médaille d'argent en vitesse individuelle femmes aux Jeux olympiques d'été de 2004 à Athènes. En novembre 2004, elle a remporté la compétition de vitesse dames en coupe du monde au vélodrome olympique de Moscou.
Elle est également multiple championne d'Europe espoirs de la vitesse et du 500 mètres contre-la-montre.

## Palmarès

### Jeux olympiques
- Athènes 2004
  -  Médaillée d'argent de la vitesse individuelle
  - 12e du 500 mètres

### Championnats du monde
- Los Angeles 2005
  -  Médaillée d'argent de la vitesse individuelle

### Championnats du monde juniors
- 1999
  -  Médaillée d'argent de la vitesse individuelle

### Coupe du monde
- 2002
  - 2e du 500 mètres à Moscou
  - 3e de la vitesse à Moscou
- 2004
  - 3e de la vitesse à Moscou
- 2004-2005
  - Classement général de la vitesse
  - 1re de la vitesse à Moscou
  - 1re du 500 mètres à Moscou
  - 1re du 500 mètres à Manchester
  - 2e du keirin à Moscou
  - 2e de la vitesse à Los Angeles
  - 3e de la vitesse à Manchester
- 2005-2006
  - 1re du keirin à Moscou
  - 3e du 500 mètres à Moscou
  - 3e du 500 mètres à Sydney

### Championnats d'Europe espoirs
- Championne d'Europe du 500 mètres : 2002, 2003 et 2004
- Championne d'Europe de la vitesse : 2002, 2003 et 2004
- Championne d'Europe du keirin : 2003

### Championnats nationaux
- 2006
  -  Championne de Russie du 500 mètres
  -  Championne de Russie de vitesse